# Флорентин
Флорентѝн е село в Северозападна България. То се намира в община Ново село, област Видин.

## География
Разположено е на брега на река Дунав. Самото село е разположено в падина. Най-ниската точка е 33 метра, в устието на малката река, преминаваща през селото. Отстои на 18 км от областния център Видин и на 6 км от общинския център Ново село. През селото минава шосе № 122 от Видин за Брегово през Ново село. Почвите в региона са благоприятни за отглеждането на лозя. По крайбрежието на Дунав има градини, в които се отглеждат зеленчуци. Землището на селото граничи със землищата на селата Ново село, Винарово, Неговановци и Ясен. На 200 метра от брега се намира остров Флорентин, който е наносен и се появява само при маловодие, иначе е под вода, само няколко дървета стърчат над водата. Най-високата точка в землището на селото е връх Бачовото 216 метра, разположен в лозовите масиви. От него извира и малката рекичка, дълга около 4 км. Край нея, както и по крайбрежието на Дунав има горски масиви, предимно от акация.

### Местности
- Бахчата
- Бачово
- Бостанище
- Винарово
- Добра круша
- Долно бранище
- Дялу Порчи
- Зарзалия
- Камъка
- Край село
- Липица
- Лозята
- Митрайчева круша
- Неговановци
- Орех
- Отар
- Поток
- Топола
- Турч
- Целина
- Чобанка

## История
През римско време възниква крепостта Флорентиана. Тя се е намирала на около 1 км източно от селото в местността „Валя Турчилор“, върху невисок хълм, надвесен над брега на Дунава. За пръв път името на средновековната крепост се среща между имената на крепостите, изобразени в една италианска военна карта на Югоизточна Европа от 1394 – 1396 г., където тя е представена с условно изображение от крепостна стена с три кули. От веещия се над нея флаг с кръст се съди, че при създаването на картата крепостта е влизала във владенията на Видинското царство на цар Иван Срацимир. В писмените извори крепостта се споменава и в един османски документ, според който османската войска на султан Мурад I, отправяща се в поход срещу Трансилвания през 1438 г., преминала Дунава именно тук. При похода на Владислав III Ягело от 1444 г. Флорентин се споменава отново измежду останалите „здрави крепости в Българското царство, удобни за ръкопашен бой“. Тогава крепостта била подмината от кръстоносната армия, като продължила да се споменава в османските писмени паметници и през следващите десетилетия. Така, в един извор от 1560 г. се сочи, че крепостта е била отбранявана от 24 войници. Крепостта се споменава като действаща и по-късно, чак през 1699 г., като близо половин век по-късно, през 1740 все още била в добро състояние. Тогава тя била нарисувана от австрийския капитан Щад, като според него имала поне две кули, съединени с крепостни стени, всички увенчани със зъбери. Укрепленията на Флорентин били добре запазени и през следващия деветнадесети век, като на една гравюра, издадена във Виена, крепостта е показана с високо запазени стени. Вече при преминаването на австро-унгарския пътешественик Феликс Каниц през 1862 г. оттук, от нея били запазени само основи, като местните жители твърдели, че тя била разрушена доста преди това, а строителният материал бил използван при изграждането на видинските укрепления.
Понастоящем от градежите на крепостта са запазени само част от основите на стена, изградена от ломени камъни, споени с бял хоросан, смесен с баластра. При останките на крепостта е откривана сграфито керамика. Предполага се, че крепостта е построена не по-рано от XII–XIII в. (Кузев 1981, 94 – 97), като липсата на археологически проучвания на останките ѝ затруднява по-точното ѝ датиране.
През лятото на 1950 година, по време на колективизацията, 1 семейство (6 души) от селото е принудително изселено от комунистическия режим.

## Население
Според официалното преброяване към септември 2021 в село Флорентин живеят 274 души. От 2007 г. до 2010 г. в селото са починали близо 50 души. Депопулационните процеси са налице. Голяма част от трудоспособното население напуска селото в посока Видин, София, Гърция и други европейски страни. Селото е населено от българи.
Преброяване на населението през 2011 г.
Численост и дял на етническите групи според преброяването на населението през 2011 г.:
|                     | Численост | Дял (в %) |
| Общо                | 352       | 100,00    |
| Българи             | 335       | 95,17     |
| Турци               | 0         | 0,00      |
| Цигани              | 5         | 1,42      |
| Други               | 0         | 0,00      |
| Не се самоопределят | 0         | 0,00      |
| Неотговорили        | 12        | 3,40      |

## Икономика
Населението на селото се препитава главно чрез селско стопанство. Повече от половината територия на землището е с лозови масиви. Отглеждат се още зърнени култури и слънчоглед. В градините в и около населеното място се отглеждат зеленчуци и плодове. Животновъдството е представено от овце, кози и кокошки. Стопанският двор се намира на 1 км от центъра на селото в югоизточна посока. В селото е развит риболовът и по-малко дърводобивът.

## Религии
В селото е изграден православният храм „Възнесение Господне“. В него работят дебърските майстори Петър Новев и Аврам Дичов, за което свидетелства надпис върху иконата на Света Богородица с Младенеца „изъ руки Петръ Іѡвановъ со внука му Аврама Дичовъ“. На големите икони са изписани тропари - рядко срещано решение, характерно за творчеството на учителя им Дичо Зограф. Вероятно те изписват и иконостаса.
Гробището се намира в източна посока непосредствено до главния път 122, в него има и стари кръстове от 19 век.

## Спорт
Стадионът на селото се намира в източна посока непосредствено до главния път 122, заобиколен от Стопанския двор, гробището и река Дунав. Селото няма футболен отбор.